# ロバート・ラトリッジ
ロバート・ラトリッジ（Robert Rutledge, 1948年6月3日 - 2001年10月15日）は、アメリカ合衆国の音響編集者である。『バック・トゥ・ザ・フューチャー』（1985年）により第58回アカデミー賞音響効果編集賞を受賞した。
他にテレビドラマ『特捜刑事マイアミ・バイス』にも参加した。

## 主なフィルモグラフィ
- カッコーの巣の上で One Flew Over the Cuckoo's Nest (1975)
- スター・ウォーズ Star Wars (1977)
- Yogi's Space Race (1979)
- Scavenger Hunt (1979)
- スター・ウォーズ/帝国の逆襲 The Empire Strikes Back (1980)
- ウルフェン Wolfen (1981)
- メル・ブルックス/珍説世界史PARTI History of the World: Part I (1981)
- スペースハンター Spacehunter: Adventures in the Forbidden Zone (1983)
- ポリスアカデミー Police Academy (1984)
- キャッツ・アイ Cat's Eye (1985)
- バック・トゥ・ザ・フューチャー Back to the Future (1985)
- ポルターガイスト2 Poltergeist II: The Other Side (1986)
- マスターズ/超空の覇者 Masters of the Universe (1987)
- デッドフォール Tango & Cash (1989)
- スペースファミリー/ジェットソンズ Jetsons: The Movie (1990)
- アウト・フォー・ジャスティス Out for Justice (1991)
- 必殺処刑コップ Extreme Justice (1993)
- ブレーキ・ダウン Breakdown (1997)

## 受賞とノミネート
| 賞               | 年   | 部門           | 作品名                         | 結果       |
| ---------------- | ---- | -------------- | ------------------------------ | ---------- |
| アカデミー賞     | 1985 | 音響効果編集賞 | バック・トゥ・ザ・フューチャー | 受賞       |
| 英国アカデミー賞 | 1976 | 音響賞         | カッコーの巣の上で             | ノミネート |
| 英国アカデミー賞 | 1978 | 音響賞         | スター・ウォーズ               | 受賞       |